# فرودگاه بین‌المللی و. س. برد
فرودگاه بین‌المللی و.س. برد (به انگلیسی: V. C. Bird International Airport) (یاتا: ANU، ایکائو: TAPA) یک فرودگاه بین‌المللی است که در جزیرهٔ آنتیگوآ در کشور آنتیگوآ و باربودا قرار دارد. این فرودگاه یک باند فرود آسفالت دارد که طول آن ۲۷۴۴ متر است. فاصلهٔ این فرودگاه تا شهر سنت جانز ۸ کیلومتر (۵٫۰ مایل) است.

## شرکت‌های هواپیمایی و مقصدهای پروازی

### مسافری
| شرکت‌های هواپیمایی     | مقصدهای پروازی |
| --------------------- | --- |
| ای‌بی‌ام ایر            | فرودگاه کادرینگتون، فرودگاه جان ای. آزبرن |
| ایر آنتیل اکسپرس      | فرودگاه بین‌المللی گرانتلی ادمز، فرودگاه بین‌المللی پوانت آ پیتر، فرودگاه بین‌المللی پرینسس جولیانا                                              |
| ایر کانادا روژ        | فرودگاه بین‌المللی پیرسون تورنتو فصلی: فرودگاه بین‌المللی مونترآل-پییر الیوت ترودو                                                              |
| امریکن ایرلاینز       | فرودگاه بین‌المللی میامی، فرودگاه بین‌المللی جان اف کندی فصلی: فرودگاه بین‌المللی شارلوت داگلاس                                                  |
| Anguilla Air Services | فرودگاه بین‌المللی کلیتن جی. لوید |
| بریتیش ایرویز         | فرودگاه بین‌المللی کویین بیاتریکس، فرودگاه گاتویک، فرودگاه بین‌المللی رابرت ل. بریدشو فصلی: فرودگاه بین‌المللی ماریس بیشاپ                       |
| CalvinAir Helicopters | فرودگاه کادرینگتون، فرودگاه کنفیلد، فرودگاه جان ای. آزبرن، فرودگاه بین‌المللی ونس و. آموری، فرودگاه بین‌المللی رابرت ل. بریدشو                  |
| کاریبین ایرلاینز      | فرودگاه بین‌المللی گرانتلی ادمز، فرودگاه ملویل هال، فرودگاه بین‌المللی نورمن مانلی، فرودگاه بین‌المللی پیارکو، فرودگاه بین‌المللی رابرت ل. بریدشو |
| کوندور فلوگدینست      | فصلی: فرودگاه بین‌المللی فرانکفورت (آغاز از ۵ نوامبر ۲۰۲۴)                                                                                     |
| دلتا ایرلاینز         | فرودگاه بین‌المللی هارتسفیلد-جکسون آتلانتا |
| فلای‌مونتسرات          | فرودگاه کادرینگتون، فرودگاه جان ای. آزبرن، فرودگاه بین‌المللی ونس و. آموری                                                                     |
| فرانتیر ایرلاینز      | فرودگاه بین‌المللی اورلاندو (فلوریدا) |
| اینترکارابین ایرویز   | فرودگاه بین‌المللی گرانتلی ادمز، فرودگاه بین‌المللی پراویدنشیالز، فرودگاه بین‌المللی ترانس بی. لتسام                                             |
| جت‌بلو                 | فرودگاه بین‌المللی جان اف کندی |
| Maleth-Aero           | چارتر فصلی: فرودگاه گاتویک، فرودگاه منچستر |
| سیلور ایرویز          | فرودگاه بین‌المللی لوئیز مونز مارین |
| Sky High              | فرودگاه بین‌المللی لا امریکاس |
| سن بارت کوموتر        | فرودگاه گوستاف ۳ |
| سان‌وینگ ایرلاینز      | فصلی: فرودگاه بین‌المللی پیرسون تورنتو |
| تریدویند اوییشن       | فرودگاه بین‌المللی کلیتن جی. لوید، فرودگاه گوستاف ۳                                                                                            |
| یونایتد ایرلاینز      | فرودگاه بین‌المللی لیبرتی نیوآرک |
| وی‌آی ایرلینک          | فرودگاه بین‌المللی ترانس بی. لتسام |
| ویرجین آتلانتیک       | فرودگاه هیترو لندن |
| وست جت                | فرودگاه بین‌المللی پیرسون تورنتو |
| وین ایر               | فرودگاه گوستاف ۳, فرودگاه بین‌المللی پرینسس جولیانا فصلی: فرودگاه ملویل هال                                                                    |

### باری
| شرکت‌های هواپیمایی      | مقصدهای پروازی                                                                          |
| ---------------------- | --------------------------------------------------------------------------------------- |
| Air Cargo Carriers     | فرودگاه ملویل هال                                                                       |
| امری‌فلایت              | فرودگاه ملویل هال، فرودگاه بین‌المللی لوئیز مونز مارین                                   |
| Amerijet International | فرودگاه بین‌المللی میامی                                                                 |
| دی‌اچ‌ال اوییشن          | فرودگاه ملویل هال، فرودگاه بین‌المللی لوئیز مونز مارین، فرودگاه بین‌المللی پرینسس جولیانا |
| فدکس اکسپرس            | فرودگاه ملویل هال، فرودگاه بین‌المللی لوئیز مونز مارین                                   |